# Anna Tigerhielm
Anna Elisabet Amanda Tigerhielm, född den 30 september 1832 på Lindsbro säteri i Östervåla socken i Västmanlands län, död den 11 september 1906 i Stockholm, var en svensk konstnär.
Hon var dotter till godsägaren David Gustaf Tigerhielm och Eleonora Elisabeth Nordengren och från 1857 gift med botanikern Nils Johan Andersson. Hon var mor till J.A.G. Acke och Nils Elias Anckers. Hennes konst består av porträtt, landskap och genremotiv. Som illustratör illustrerade hon sin makes Väggtavlor för åskådningsundervisningen i botanik 1860–1861. Hon målade porträtt i olja och kopierade även äldre konstnärers verk. 
Anna Tigerhielm är representerad på Nationalmuseum. Hon är begravd på Norra begravningsplatsen utanför Stockholm.

### Noter

Odaterad porträttmålning utförd av Anna Tigerhielm föreställande botanikern Johan Petter Arrhenius.